# Wachholder (Mainleus)
Wachholder  (oberfränkisch: Wacholde) ist ein Gemeindeteil des Marktes Mainleus im Landkreis Kulmbach (Regierungsbezirk Oberfranken). Wachholder liegt in der Gemarkung Wernstein.

## Geografie
Das Dorf liegt südlich des Wachholdergrabens, eines linken Zuflusses des  Zentbachs. Es bildet mit Schwarzach b.Kulmbach im Südwesten und Schmeilsdorf im Westen eine geschlossene Siedlung. Die Kreisstraße KU 30 führt zur Bundesstraße 289 (1,3 km westlich) bzw. nach Wernstein (1,4 km nordöstlich).

## Geschichte
1567 wurde eine Künsbergische Selde bei der „Wachalterleiten“ erwähnt, die zu diesem Zeitpunkt durch Rodung urbar gemacht worden war.
1647 gab es bereits fünf Zinsgütlein an der „Wacholderleite“.
Gegen Ende des 18. Jahrhunderts gab es in Wachholder fünf Anwesen. Das Hochgericht übte das Obergericht Wernstein aus. Das Rittergut Wernstein hatte die Dorf- und Gemeindeherrschaft sowie Grundherrschaft über die fünf Gütlein.
Von 1797 bis 1810 unterstand Wachholder dem Justiz- und Kammeramt Kulmbach. 1810 kam der Ort zum Königreich Bayern. Mit dem Gemeindeedikt wurde Wachholder dem 1811 gebildeten Steuerdistrikt Schmeilsdorf und der 1812 gebildeten Ruralgemeinde Danndorf zugewiesen. Mit dem Zweiten Gemeindeedikt von 1818 entstand die Ruralgemeinde Wernstein, zu der Wachholder gehörte. Im Zuge der Gebietsreform in Bayern wurde Wachholder am 1. Januar 1972 in den Markt Mainleus eingegliedert.

## Religion
Wachholder ist  evangelisch-lutherisch geprägt und nach St. Veit (Veitlahm) gepfarrt.